# カラン・ソーニ
カラン・ソーニ（Karan Soni, 1989年1月8日 - ）は、インド出身の俳優。

## 人物
インド・ニューデリー出身。南カリフォルニア大学卒業。
アメリカ合衆国の映画を中心に俳優活動をはじめ、『X-メン』シリーズのスピンオフ作品でマーベル初のR指定の単独ヒーロー『デッドプール』シリーズで、主人公デッドプール/ウェイド・ウィルソンに憧れているが内気で冴えないインド系タクシー運転手を演じ注目を浴びる。

## 私生活
ソニはゲイである。 [20]彼は脚本家兼監督のロシャン・セティと関係があり、彼と一緒に映画 7 Days を作成した。

## 出演

### 映画
- グースバンプス モンスターと秘密の書 - ルーニー先生役
- デッドプール - ドーピンダー役
- ゴーストバスターズ - ベニー役
- ラフ・ナイト 史上最悪!?の独身さよならパーティー - ラヴィヴ役
- Z Bull ゼット・ブル - ムラト役
- ユニコーン・ストア - ケヴィン役
- デッドプール2 - ドーピンダー役
- 名探偵ピカチュウ - ジャック役
- いつかはマイ・ベイビー（英語版） - トニー役
- コスメティック・ウォー わたしたちがBOOSよ! - ジョシュ・ティンカー役
- トロールズ ミュージック★パワー - リフ役（声の出演）
- ストレンジ・ワールド/もうひとつの世界 - キャスピアン役（声の出演）
- スパイダーマン:アクロス・ザ・スパイダーバース - パヴィトル・プラパカール / スパイダーマン・インディア役（声の出演）
- デッドプール&ウルヴァリン-ドーピンダー役

### テレビ
- シリコンバレー - テンリー役